# Djurgårdens IF Fotboll 1905
Djurgårdens IF Fotboll spelade i dåvarande Svenska bollspelsförbundets tävlingsserie, klass 1 1905. Man vann serien, men förlorade kvalomgång 1 (omspel) med 2-0 mot IFK Stockholm. 